# Liste antiker Ortsnamen und geographischer Bezeichnungen/Br
| Lateinischer Name                                                  | Griechischer Name                                                   | Beschreibung                                                  | Heute                                                          | Quellen und Verweise   | Lage |
| ------------------------------------------------------------------ | ------------------------------------------------------------------- | ------------------------------------------------------------- | -------------------------------------------------------------- | ---------------------- | ---- |
| Braboniacum, Bravoniacum, Brauniacum                               |                                                                     | Ort in Britannien                                             | Kirkby Thore in Cumbria, England                               | PECS; Pleiades; Smith; |      |
| Bracara Augusta                                                    | Βραίκαρ Αὐγουστα (Braikar Augousta)                                 | Stadt in Hispania Tarraconensis                               | Braga in Portugal                                              | PECS; Smith;           |      |
| Bracari                                                            |                                                                     |                                                               |                                                                | Smith;                 |      |
| Braccium                                                           |                                                                     |                                                               |                                                                | Smith;                 |      |
| Brachmanes                                                         |                                                                     |                                                               |                                                                | Smith;                 |      |
| Brachodes                                                          |                                                                     |                                                               |                                                                | Smith;                 |      |
| Bradanus                                                           |                                                                     |                                                               |                                                                | Smith;                 |      |
| Branchidae                                                         | Βράγχιδαι (Branchidai)                                              | Stadt in Sogdien                                              |                                                                | Pleiades; Smith;       |      |
| Branchidae                                                         |                                                                     | siehe Didyma                                                  |                                                                |                        |      |
| Brannodunum                                                        |                                                                     |                                                               |                                                                | Smith;                 |      |
| Brannovices                                                        |                                                                     | Stamm der Aulerci                                             | Siedlungsgebiet zwischen Loire und Seine im Gebiet um Mâcon    | Smith;                 |      |
| Branogenium                                                        |                                                                     | siehe Bravonium                                               |                                                                |                        |      |
| Brasiae                                                            |                                                                     |                                                               |                                                                | Smith;                 |      |
| Brattia                                                            |                                                                     | Insel vor der illyrischen Küste                               | Insel Brač vor der dalmatinischen Küste                        | Smith;                 |      |
| Bratuspantium                                                      |                                                                     | siehe Caesaromagus 1                                          |                                                                |                        |      |
| Brauron                                                            | Βραυρών (Braurōn)                                                   | Kultstätte der Artemis an der Ostküste Attikas                |                                                                | PECS;                  |      |
| Bravonium, Bravinium, Branogenium                                  | Βραννογένιον (Brannogenion)                                         | Ort in Britannien                                             | Leintwardine in Herefordshire, England                         | PECS; Pleiades; Smith; |      |
| Bregaetium                                                         |                                                                     |                                                               |                                                                | Smith;                 |      |
| Bremenium                                                          | Βρέμενιον (Bremenion)                                               | römische Festung in Britannien                                | bei Rochester in Northumberland, England                       | PECS; Pleiades; Smith; |      |
| Bremetennacum Veteranorum                                          |                                                                     | römische Festung in Britannien                                | Ribchester in Lancashire, England                              | PECS; Pleiades;        |      |
| Bremetenracum                                                      |                                                                     |                                                               |                                                                | Smith;                 |      |
| Brenthe                                                            | Βρένθη                                                              | antike Stadt in Arkadien                                      | vermutlich Karitena auf der Peloponnes, Griechenland           | Smith;                 |      |
| Brettia                                                            |                                                                     |                                                               |                                                                | Smith;                 |      |
| Breuci                                                             |                                                                     |                                                               |                                                                | Smith;                 |      |
| Breuni                                                             |                                                                     |                                                               |                                                                | Smith;                 |      |
| Breviodurum                                                        |                                                                     |                                                               |                                                                | Smith;                 |      |
| Briana                                                             | Βρίανα (Briana)                                                     | Stadt in Phrygien                                             |                                                                | Smith;                 |      |
| Bricinniae                                                         | Βρικιννίαι (Brikinniai)                                             | Stadt auf Sizilien                                            | Monte S. Basilio nördlich von Scordia auf Sizilien             | PECS; Pleiades; Smith; |      |
| Brigaecini                                                         |                                                                     |                                                               |                                                                | Smith;                 |      |
| Brigantes                                                          | Βρίγαντες (Brigantes)                                               | Volk der Briganten im nordöstlichen Britannien                |                                                                | Smith;                 |      |
| Brigantii                                                          | Βριγάντιοι (Brigantioi)                                             | Brigantier, Stamm der Vindeliker in Raetia                    | Siedlungsgebiet ist das heutige Vorarlberg                     | Smith;                 |      |
| Brigantinus Lacus, Lacus Brigantiae, Lacus Venetus, Lacus Acronius |                                                                     | See in Raetia                                                 | Bodensee                                                       | Smith;                 |      |
| Brigantium, Brigantia                                              |                                                                     | Hauptort der Brigantier am Brigantinus Lacus                  | Bregenz am Bodensee                                            | PECS;                  |      |
| Brigantium                                                         |                                                                     | Stadt in Gallien                                              | Briançon in Frankreich                                         | Smith;                 |      |
| Brigantium, Flavium Brigantium                                     | Βριγάντιον (Brigantion), Φλαούιον Βριγάντιον (Phlaouion Brigantion) | Hafen in Gallaecia                                            | A Coruña im spanischen Galicien                                | PECS; Pleiades; Smith; |      |
| Brigantium Farum                                                   |                                                                     | römischer Leuchtturm an der Küste von Gallaecia               | Herkulesturm in A Coruña in Galicien                           | PECS; Pleiades; Smith; |      |
| Brige                                                              |                                                                     |                                                               |                                                                | Smith;                 |      |
| Brigetio, Brigetium                                                |                                                                     | römisches Militärlager am pannonischen Limes                  | auf dem Gebiet von Komárom in Ungarn                           | PECS; Pleiades;        |      |
| Brigiani                                                           |                                                                     |                                                               |                                                                | Smith;                 |      |
| Briginnum                                                          |                                                                     | Ort in Gallia Narbonensis                                     | Brignon im Département Gard in Frankreich                      | PECS; Pleiades;        |      |
| Brigiosum                                                          |                                                                     |                                                               |                                                                | Smith;                 |      |
| Brigobannis                                                        |                                                                     | Grenzkastell am Raetischen Limes                              | Kastell Hüfingen bei Hüfingen in Baden-Württemberg             | PECS; Pleiades;        |      |
| Brilessus                                                          |                                                                     |                                                               |                                                                | Smith;                 |      |
| Briniates                                                          |                                                                     |                                                               |                                                                | Smith;                 |      |
| Brioratis                                                          |                                                                     | Ort in Gallien                                                | Briord im Département Ain in Frankreich                        | PECS; Pleiades;        |      |
| Brisoana                                                           |                                                                     |                                                               |                                                                | Smith;                 |      |
| Britanni                                                           |                                                                     |                                                               |                                                                | Smith;                 |      |
| Britannicae Insulae                                                |                                                                     |                                                               |                                                                | Smith;                 |      |
| Briula                                                             | Βρίουλα (Brioula)                                                   | Stadt in Phrygien                                             | Billara bei Gencelli, östlich von Kuyucak in der Türkei        | Smith;                 |      |
| Briva Isarae                                                       |                                                                     |                                                               |                                                                | Smith;                 |      |
| Brivas                                                             |                                                                     |                                                               |                                                                | Smith;                 |      |
| Brivates Portus                                                    |                                                                     |                                                               |                                                                | Smith;                 |      |
| Brivodurum                                                         |                                                                     |                                                               |                                                                | Smith;                 |      |
| Brixellum                                                          | Βρίξελλον (Brixellon)                                               | Stadt der Gallia cisalpina, am Südufer des Padus              | Brescello in der Provinz Reggio Emilia in Italien              | Smith;                 |      |
| Brixia                                                             | Βριξία (Brixia)                                                     | Stadt der Gallia cisalpina                                    | Brescia in der Lombardei                                       | PECS; Smith;           |      |
| Brocavum                                                           |                                                                     | Ort in Britannien                                             | Brougham in Cumbria                                            | PECS; Pleiades;        |      |
| Brocolitia, Procolitia                                             |                                                                     | römische Festung am Hadrianswall in Britannien                | Carrawburgh nordwestlich von Hexham in Northumberland, England | PECS; Pleiades;        |      |
| Brocomagus                                                         |                                                                     | Hauptort der Civitas Tribocorum                               | Brumath im Elsass                                              | Smith;                 |      |
| Brodiontii                                                         |                                                                     |                                                               |                                                                | Smith;                 |      |
| Bromagus                                                           |                                                                     |                                                               |                                                                | Smith;                 |      |
| Bromiscus                                                          | Βρομίσκος (Bromiskos), Βορμίσκος (Bormiskos)                        | Stadt in Mygdonia nördlich von Aulon                          | nördlich von Stavros                                           | Smith;                 |      |
| Bructeri                                                           |                                                                     |                                                               |                                                                | Smith;                 |      |
| Brundisium, Brundusinus, Brundisinus                               | Βρεντέσιον (Brentesion)                                             | bedeutende römische Hafenstadt und Flottenbasis in Süditalien | Brindisi in Apulien                                            | PECS; Smith;           |      |
| Bruttii                                                            | Βρέττιος (Brettios)                                                 | Stamm der Bruttier                                            |                                                                | Smith;                 |      |
| Bruttium                                                           |                                                                     | Siedlungsgebiet der Bruttier                                  | Südwesten Kalabriens                                           |                        |      |
| Bruzus                                                             |                                                                     | Stadt in Phrygien                                             | Karasandıklı in der Türkei                                     | Smith;                 |      |
| Bryanium                                                           |                                                                     |                                                               |                                                                | Smith;                 |      |
| Brygi                                                              |                                                                     |                                                               |                                                                | Smith;                 |      |
| Bryklike                                                           | Βρυκλική                                                            | Landschaft im ebenen Kilikien                                 |                                                                | Ptolemäus 5, 8, 7; RE; |      |
| Bryllion                                                           |                                                                     |                                                               |                                                                | Smith;                 |      |
| Bryseae                                                            |                                                                     |                                                               |                                                                | Smith;                 |      |